# Badminton 1962
Höhepunkte des Badmintonjahres 1962 waren die All England, die Irish Open, die Scottish Open, die German Open, die Dutch Open und die French Open. 
==Internationale Veranstaltungen ==
| Veranstaltung | Herreneinzel       | Dameneinzel    | Herrendoppel                           | Damendoppel                          | Mixed                                |
| ------------- | ------------------ | -------------- | -------------------------------------- | ------------------------------------ | ------------------------------------ |
| All England   | Erland Kops        | Judy Hashman   | Finn Kobberø Jørgen Hammergaard Hansen | Judy Hashman Tonny Holst-Christensen | Finn Kobberø Ulla Rasmussen          |
| French Open   | Charoen Wattanasin | Tan Gaik Bee   | Finn Kobberø Bengt Nielsen             | Bitten Nielsen Tan Gaik Bee          | Finn Kobberø Tan Gaik Bee            |
| German Open   | Erland Kops        | Judy Hashman   | Finn Kobberø Jørgen Hammergaard Hansen | Judy Hashman Tonny Holst-Christensen | Finn Kobberø Hanne Andersen          |
| Malaysia Open | Charoen Wattanasin | Tan Gaik Bee   | Teh Kew San George Yap                 | Tan Gaik Bee Ng Mei Ling             | Teh Kew San Ng Mei Ling              |
| Swedish Open  | Erland Kops        | Ulla Rasmussen | Jørgen Hammergaard Hansen Finn Kobberø | Bente Kristiansen Aase Winther       | Finn Kobberø Anni Hammergaard Hansen |